# Новато
Новато (на испански: Novato) е град в окръг Марин, в района на залива на Сан Франциско, щата Калифорния, Съединените американски щати.

## Население
Има население от 47 630 души (2000).

## География
Новато е с обща площ от 73,2 km² (28,3 кв. мили) (2000).